# 약간은 신사
약간은 신사(En Ganske Snill Mann, A Somewhat Gentle Man)는 노르웨이에서 제작된 한스 페터 몰란트 감독의 2010년 코미디, 범죄, 드라마 영화이다. 스텔란 스카스가드 등이 주연으로 출연하였고 핀 게르드룸 등이 제작에 참여하였다.

## 출연

### 주연
- 스텔란 스카스가드
- 본 플로버그

### 조연
- 가드 B. 에이드스볼드
- 요런 쾰스비
- 비욘 선드퀴스트
- 존 오이가르덴
- 케르스티 홀멘
- 얀 군나 뢰이스
- 줄리아 바체-위이그
- 엑셀 헨니
- 헨릭 메스타드
- 야니케 크루즈
- 아네 H. 로빅 와렌